# Kaleena Mosqueda-Lewis
Kaleena Jordan Mosqueda-Lewis (Pomona, 3 novembre 1993) è una cestista statunitense, professionista nella WNBA.

## Carriera
È stata selezionata dalle Seattle Storm al primo giro del Draft WNBA 2015 (3ª scelta assoluta).
Con gli Stati Uniti ha disputato le Universiadi di Kazan' 2013.

## Palmarès
- 3 volte campionessa NCAA (2013, 2014, 2015)
- Campionessa WNBA (2018)